# 구미중학교 (경기)
구미중학교(九美中學校)는 대한민국 경기도 성남시 분당구 구미동에 있는 공립 중학교이다.

## 학교 연혁
- 2003년 1월 13일 : 36학급 설립인가
- 2003년 3월 1일 : 초대 봉성희 교장 취임
- 2006년 2월 9일 : 제1회 졸업생 275명 배출
- 2023년 12월 27일 : 제19회 졸업식 4학급(113명)
- 2024년 3월 1일 : 제7대 박금순 교장 취임
- 2024년 3월 4일 : 제22회 입학식 4학급(119명)

## 참고 자료
- 구미중학교 - 한국교육학술정보원 학교알리미